# مهدی خوش‌قدم
مهدی خوش‌قدم بازیکن ملی پوش اسبق هندبال ایران که در جزیره کیش زندگی می‌کند (متولد سال ۱۳۶۵)همسر او سحر فرجی می‌باشد.
مربی درجه 1هندبال و هندبال ساحلی 
مربی بین المللی بدنسازی 
کارشناس تربیت بدنی و علوم ورزشی 
استعدادیاب فدراسیون هندبال ایران  
نجات گر جمعیت هلال احمر ایران 
نجات غریق فدراسیون نجات غریق و غواصی ایران  
سرپرست داخلی تم پارک آبی اوشن کیش 
عضو صندوق قهرمانان و پیشکسوتان ورزش ایران 
افتخارات
- نایب قهرمانی آسیا با تیم ملی نوجوانان در کشور تایلند•حضور در بازیهای جهانی با تیم ملی نوجوانان در کشور قطر•حضور در بازیهای آسیایی با تیم ملی جوانان در کشور ژاپن•مقام سوم باشگاه‌های آسیا در کشور کویت•قهرمانی بازیهای جوانان کشور با تیم سپاهان اصفهان•سه دوره قهرمانی بازیهای دانشجویان کشور•قهرمانی در لیگ دسته اول کشور با تیم سپاهان نوین•دو دوره قهرمانی در لیگ برتر کشور با تیم سپاهان•سومی در لیگ برتر کشور با تیم سپاهان اصفهان•چهاردوره قهرمانی در لیگ برتر ساحلی کشور•قهرمانی درتورنمنت ساحلی قبرس•انتخاب برترین بازیکن تورنمنت ساحلی قبرس•سه دوره حضور در بازیهای آسیایی ساحلی•شرکت در تورنمنت‌های مختلف برون مرزی (هندبال سالنی و ساحلی) در کشورهای روسیه، مجارستان، ترکیه، امارات… •قهرمان لیگ هندبال ساحلی کشور •کسب مقام سوم هندبال ساحلی آسیا ۲۰۱۷همراه با تیم ملی بزرگسالان در کشور تایلند•جواز حضور در مسابقات جهانی روسیه ۲۰۱۸•نایب قهرمانی کشور در رشته فریزبی[۳][۴] 1395-1396[۵]
- سرپرست تیم ملی هندبال ساحلی ایران در 2023 در اردوی جزیره کیش
- مربی تیم هندبال ساحلی کیش در مسابقات لیگ برتر 1403